# مارتن ر. دين
مارتن ر. دين هو كاتب سويسري، ولد في 17 يوليو 1955 في Menziken ‏ في سويسرا.

## وصلات خارجية
- الموقع الرسمي
- مارتن ر. دين على موقع مونزينجر (الألمانية)